# East Hampton (Connecticut)
East Hampton és una població dels Estats Units a l'estat de Connecticut. Segons el cens del 2005 tenia 15.363 habitants.

## Demografia
Segons el cens del 2000, East Hampton tenia 13.352 habitants, 4.126 habitatges, i 3.003 famílies. La densitat de població era de 144,9 habitants/km².
Dels 4.126 habitatges en un 36,6% hi vivien nens de menys de 18 anys, en un 60,7% hi vivien parelles casades, en un 8,5% dones solteres, i en un 27,2% no eren unitats familiars. En el 20,5% dels habitatges hi vivien persones soles el 5,5% de les quals corresponia a persones de 65 anys o més que vivien soles. El nombre mitjà de persones vivint en cada habitatge era de 2,63 i el nombre mitjà de persones que vivien en cada família era de 3,07.
Per edats la població es repartia de la següent manera: un 21,4% tenia menys de 18 anys, un 22,4% entre 18 i 24, un 27% entre 25 i 44, un 21,3% de 45 a 60 i un 7,9% 65 anys o més.
L'edat mediana era de 32 anys. Per cada 100 dones de 18 o més anys hi havia 96,8 homes.
La renda mediana per habitatge era de 66.326 $ i la renda mediana per família de 74.409 $. Els homes tenien una renda mediana de 50.157 $ mentre que les dones 35.867 $. La renda per capita de la població era de 22.769 $. Aproximadament el 2,2% de les famílies i el 3,7% de la població estaven per davall del llindar de pobresa.

## Poblacions més properes
El següent diagrama mostra les poblacions més properes.